# American Cancer Society
L'American Cancer Society (ACS) è un'organizzazione di volontariato statunitense il cui fine è debellare il cancro.
Fondata nel 1913, l'organizzazione è strutturata in 12 divisioni geografiche con 900 uffici nel Stati Uniti d'America e Porto Rico.